# Can Serra (Sitges)
Can Serra és un edifici de Sitges (Garraf) inclòs a l'Inventari del Patrimoni Arquitectònic de Catalunya.

## Descripció
És un edifici entre mitgeres de planta baixa, tres pisos i terrat. La façana presenta composició simètrica. A la planta baixa hi ha la porta d'accés i una finestra, ambdues d'arc carpanell i emmarcades amb motllures de pedra. Al pisos primer i segon dos balcons allindats comparteixen una única peanya que presenta barana de ferro i part central sobresortint. El tercer pis l'ocupen tres finestres rectangulars. El coronament és format per una cornisa sostinguda per mènsules i una barana de terrat amb un cos central semicircular on figura inscrita la data de 1903. L'arrebossat de la façana imita carreus a la planta baixa.

## Història
La construcció de Can Serra data de 1902. El 15-10-1902, el propietari del terreny Antoni Serra va sol·licitar a l'Ajuntament el permís d'obres per bastir l'edifici segons projecte de l'arquitecte Salvador Vinyals. D'acord amb la documentació conservada a l'Arxiu Històric Municipal de Sitges, el projecte fou aprovat el 21 d'octubre del 1902. L'edifici actual presenta modificacions importants de façana a les plantes superiors en relació al projecte original.